# Luis Miramontes
Luis Ernesto Miramontes Cárdenas, né le 16 mars 1925 à Tepic, Nayarit, et mort le 13 septembre 2004 à Mexico, est un chimiste mexicain connu pour son apport à la conception de la première pilule contraceptive.

## Biographie
Le 15 octobre 1951, alors que Miramontes est âgé de seulement 26 ans (alors qu'il n'est que thésard), il synthétise la noréthistérone, qui est le composé actif principal de la pilule contraceptive. Le brevet du composé est partagé avec Carl Djerassi et George Rosenkranz, de la compagnie de chimie Laboratorios Syntex SA. Pour arriver à ce résultat Miramontes a utilisé la réduction de Birch appliquée à l'éthistérone.
La pilule elle-même sera mise au point aux États-Unis en 1956 par le médecin Gregory Pincus et l'obstétricien John Rock. Mais le développement de la pilule ne profitera pas à Miramontes, ni au laboratoire Syntex, le professeur Pincus préférant travailler avec le laboratoire Searle.
Luis E. Miramontes, Andrés Manuel del Río (découvreur du vanadium) et Mario J. Molina (prix Nobel de chimie en 1995) sont les trois chimistes mexicains les plus reconnus.

## Publications choisies
- Miramontes L; Rosenkranz G; Djerassi C. 1951 Journal of the American Chemical Society 73 (7): 3540-3541 Steroids .22. The Synthesis Of 19-Nor-Progesterone
- Sandoval A; Miramontes L; Rosenkranz G; Djerassi C. 1951 Journal of the American Chemical Society 73 (3): 990-991. The Dienone Phenol Rearrangement
- Sandoval A; Miramontes L; Rosenkranz G; Djerassi C; Sondheimer F. 1953 Journal of the American Chemical Society 75 (16): 4117-4118 Steroids .69. 19-Nor-Desoxycorticosterone, A Potent Mineralocorticoid Hormone
- Mancera O; Miramontes L; Rosenkranz G; Sondheimer F; Djerassi C. 1953 Journal of the American Chemical Society 75 (18): 4428-4429 Steroidal Sapogenins .28. The Reaction Of Peracids With Enol Acetates Of Delta-8-7-Keto And Delta-8-11-Keto Steroidal Sapogenins
- Djerassi C; Miramontes L; Rosenkranz G. 1953 Journal of the American Chemical Society 75 (18): 4440-4442 Steroids .48. 19-Norprogesterone, A Potent Progestational Hormone
- Djerassi C; Miramontes L; Rosenkranz G; Sondheimer F. 1954 Journal of the American Chemical Society 76 (16): 4092-4094 Steroids .54. Synthesis Of 19-Nor-17-Alpha-Ethynyltestosterone And 19-Nor-17-Alpha-Methyltestosterone
- Miramontes L; Aguinaco P; Romero MA. 1960 Journal of the American Chemical Society 82(23): 6153-6155 Synthesis of 6-Methyl Steroids

## Inventions brevetées
- Carl Djerassi, Luis Miramontes, George Rosenkranz (1956), Delta 4-19-nor-17alpha-ethinylandrosten-17beta-ol-3-one and process, Brevet US 2744122
- Carl Djerassi, Luis Miramontes (1956), Cyclopentanophenanthrene derivatives and compounds, Brevet US 2759951.
- Carl Djerassi, Luis Miramontes, George Rosenkranz (1956), 17alpha-methyl-19-nortesterone, Brevet US  2774777.
- Miramontes Luis E., Romero Miguel A, Ahuad Farjat Fortunato (1959), Preparation of 6-methyl steroids of the pregnane series from diosgenin, Brevet US 2878246.
- Miramontes Luis E., Romero Miguel A, Fritsche O, Preparation of 6-methyl steroids of the pregnane series, Brevet US 2878247.
- Miramontes Luis E. (1959), Procedure for obtaining sapogenins from natural un-dried products, Brevet US 2912362.
- Carl Djerassi, Luis Miramontes, George Rosenkranz (1959), DELTA.4-19-NOR-17.alpha.-ETHINYLANDROSTEN-17.beta.-OL-3 ONE, Brevet canadien CA 571510[1]
- Miramontes Luis E., Romero Miguel A (1960), 12alpha-hydroxy-12beta-methyltigogenin and 12-methylene steroids derived therefrom, Brevet US 2954375.
- Miramontes Luis E., Romero Miguel A, Ahuad Farjat Fortunato (1961), 3beta-alkanoyloxy-6-methyl-5,16-pregnadien-20-ones, Brevet US 3000914.
- Miramontes Luis E. (1961), Process for the production of 3beta-hydroxy-16alpha, 17alpha-epoxy-5-pregnen-20-one, Brevet US 3004967.
- Miramontes Luis E. (1961), Resolution of sapogenin mixtures and intermediate products, Brevet US 3013010.
- Miramontes Luis E. (1962), Hecogenin azine and alkyliden-azinotigogenins, Brevet US 3033857.
- Miramontes Luis E., Fritsche Oscar, Romero Miguel A (1963), DEHYDRO-OXYGENATED-6-METHYL-16.alpha.,17.alpha.-EPOXYPREGN-20-ONE-DERIVATIVES, Brevet canadien CA 673756[2]
- Miramonte, Luis E., Flores Humberto J (1968), Process for isolation of solanum alkaloids from solanum plants, Brevet US 3385844.
- Miramonte, Luis E. (1972), Process for the conversion of exhaust gases of the internal combustion engines into harmless products, Brevet US 3808805.
- Miramontes Luis E., Castillo Cervantes Salavador, Moran Pineda Florencia M (1996), Catalytically active ceramic monoliths for the reduction of leaded gasoline fueled engine pollutants and the production thereof, Brevet US 5534475.